# Rekreační matematika
Rekreační matematika je matematika provozovaná jen pro rekreaci (zábavu), spíše než jako přísně výzkumná a aplikačně založená profesní činnost. Zahrnuje vytváření a luštění hlavolamů matematické povahy, tvorbu zábavných matematických úloh nebo vytváření a hraní her založených na matematice. Mnoho témat v této oblasti nevyžaduje žádné znalosti pokročilé matematiky. Hádanky a hry, které rekreační matematika zahrnuje, jsou často přitažlivé pro děti a netrénované dospělé, a mohou je inspirovat k jejich dalšímu studiu předmětu.

## Předměty zájmu
Mezi nejznámější části rekreační matematiky patří například Rubikova kostka, magické čtverce, fraktály, logické hádanky a matematické šachové problémy. Tato oblast matematiky ale zahrnuje i estetiku a kulturu matematiky, zvláštní nebo zábavné příběhy a shody okolností matematiky, a osobní životy matematiků.

### Matematické hry
Matematické hry jsou hry pro více hráčů, jejichž pravidla, strategie a výsledky lze studovat a vysvětlovat pomocí matematiky. Hráči hry však nemusí používat explicitní matematiku, aby mohli matematické hry hrát. Například Mankala je studována za pomoci kombinatorické teorie her, ale pro samotnou hru není matematika potřebná.

### Matematické hádanky a hlavolamy
Matematické hádanky a hlavolamy mají specifická pravidla, stejně jako hry pro více hráčů, ale obvykle jsou určeny jen pro jednu osobu. Cílem není porazit jiného člověka, ale nalézt řešení, které vyhovuje zadaným podmínkám.
Běžnými příklady matematických hádanek jsou logické hádanky a šifry jako Einsteinova hádanka. Celulární automaty a fraktály jsou také považovány za matematické hádanky, a to i přesto, že řešiteli pouze poskytnou sady počátečních podmínek.
Existuje mnoho úloh na zápis čísla s využitím daných prvků. Příkladem může být tato úloha:
Pomocí čtyř šestek zapište výraz s hodnotou 7777.

### Další okruhy rekreační matematiky
Mezi další typy matematické zábavy netriviálního rázu patří:
- vzorce v žonglování,
- algoritmické a geometrické charakteristiky origami,
- vzory a procesy při přebírání provázku,
- software na tvorbu fraktálů.

## Publikace
- Časopis Eureka vydávaný matematickou společností University of Cambridge je jednou z nejstarších publikací o rekreační matematice. Od roku 1939 byl publikován 60krát a autory bylo mnoho slavných matematiků a vědců, jako jsou Martin Gardner, John Conway, Roger Penrose, Ian Stewart, Timothy Gowers, Stephen Hawking, Paul Dirac a další.
- Journal of Recreational Mathematics byl největší publikací na toto téma od svého založení v roce 1968 až do roku 2014, kdy bylo ukončeno jeho vydávání.
- Mathematical Games (1956 – 1981) byl dlouholetý sloupek Martina Gardnera o rekreační matematice v časopise Scientific American. Svým zájmem o rekreační matematiku inspiroval několik generací matematiků a vědců.
- Magazín pro rekreační matematiku, vydávaný spolkem Ludus, je elektronický pololetní magazín.

## Lidé
Významní popularizátoři rekreační matematiky byli:
| Jméno                           | Rok narození | Rok úmrtí | Národnost | Popis |
| ------------------------------- | ------------ | --------- | --------- | ----- |
| Lewis Carroll (Charles Dodgson) | 1832         | 1898      | Angličan  |       |
| Sam Loyd                        | 1841         | 1911      | Američan  |       |
| Henry Dudeney                   | 1857         | 1930      | Angličan  |       |
| Yakov Perelman                  | 1882         | 1942      | Rus       |       |
| Martin Gardner                  | 1914         | 2010      | Američan  |       |
| Joseph Madachy                  | 1927         | 2014      | Američan  |       |
| Solomon W. Golomb               | 1932         | 2016      | Američan  |       |
| John Horton Conway              | 1937         | 2020      | Angličan  |       |